# Росія на літніх Олімпійських іграх 2004
Збірна Росії була представлена на літніх Олімпійських іграх 2004 в Афінах Олімпійським Комітетом Росії. У неофіційному загальнокомандному заліку збірна Росії посіла третє місце, поступившись збірним США і Китаю.
Золота медаль, завойована в академічному веслуванні четвіркою парною, стала першою для російських веслярів з Олімпіади-1980 в Москві.

## Золото
Всього російськими спортсменами було виграно 28 золотих медалей (третє місце в загальному заліку) в 11 видах спорту (бокс, боротьба, велоспорт, водні види (синхронне плавання), гімнастика (художня), веслування, легка атлетика, сучасне п'ятиборство, стрільба, важка атлетика, фехтування). Спортсмени в нижченаведеної таблиці розташовані в алфавітному порядку.
| Золото | |                                                                  |
| #      | Спортсмен (-и) | Вид спорту (дисципліна)                                          |
| 1.     | Олексій Аліпов | Стендова стрільба (траншейний стенд)                             |
| 2.     | Хасан Баро | Греко-римська боротьба (категорія до 120 кг)                     |
| 3.     | Мавлет Батіров | Вільна боротьба (категорія до 55 кг)                             |
| 4.     | Дмитро Берестов | Важка атлетика (категорія до 105 кг)                             |
| 5.     | Юрій Борзаковський | Легка атлетика (біг на 800 м)                                    |
| 6.     | Гайдарбек Гайдарбеков | Бокс (категорія до 75 кг)                                        |
| 7.     | Любов Галкіна | Кульова стрільба (малокаліберна гвинтівка, з 3-х положень, 50 м) |
| 8.     | Хаджимурат Гацалов | Вільна боротьба (категорія до 96 кг)                             |
| 9.     | Михайло Ігнатьєв | Велосипедний спорт (трек, гонка за очками)                       |
| 10.    | Олена Ісінбаєва | Легка атлетика (стрибки з жердиною)                              |
| 11.    | Аліна Кабаєва | Художня гімнастика (індивідуальне багатоборство)                 |
| 12.    | Ольга Кузенкова | Легка атлетика (метання молота)                                  |
| 13.    | Тетяна Лебедєва | Легка атлетика (стрибки в довжину)                               |
| 14.    | Олексій Мішин | Греко-римська боротьба (категорія до 84 кг)                      |
| 15.    | Андрій Моїсєєв | Сучасне п'ятиборство                                             |
| 16.    | Михайло Неструєв | Кульова стрільба (пістолет, 50 м)                                |
| 17.    | Олександр Повєткін | Бокс (категорія понад 91 кг)                                     |
| 18.    | Наталія Садова | Легка атлетика (метання диска)                                   |
| 19.    | Бувайсар Сайтієв | Вільна боротьба (категорія до 74 кг)                             |
| 20.    | Олена Слесаренко | Легка атлетика (стрибки у висоту)                                |
| 21.    | Ольга Слюсарева | Велосипедний спорт (трек, гонка за очками)                       |
| 22.    | Олексій Тищенко | Бокс (категорія до 57 кг)                                        |
| 23.    | Ігор Кравцов, Олексій Свірін, Микола спині, Сергій Федоровці                                                                                | Академічне веслування (четвірка парна)                           |
| 24.    | Олена Азарова, Ольга Бруснікіна, Анастасія Давидова, Анастасія Єрмакова, Марія Кисельова, Ольга Новокщенова, Ганна Шоріна, Ельвіра Хасянова | Синхронне плавання (групи)                                       |
| 25.    | Анастасія Давидова, Анастасія Єрмакова | Синхронне плавання (дуети)                                       |
| 26.    | Карина Азнавурян, Оксана Єрмакова, Тетяна Логунова, Ганна Сівкова                                                                           | Фехтування (шпага)                                               |
| 27.    | Олеся Белугіна, Ольга Глацьких, Тетяна Курбакова, Наталія Лаврова, Олена Мурзіна, Олена Посєвін                                             | Художня гімнастика (групове багатоборство)                       |
| 28.    | В'ячеслав Єкімов | Велосипедний спорт (індивідуальна гонка з роздільним стартом)    |

## Срібло
Всього російськими спортсменами було виграно 26 срібних медалей (друге місцев загальному заліку) в 10 видах спорту (боротьба, велоспорт, водні види (плавання, стрибки у воду), волейбол, гімнастика (батут, спортивна, художня), веслування, дзюдо, легка атлетика, стрільба, важка атлетика). Спортсмени в нижченаведеної таблиці розташовані в алфавітному порядку.
| Срібло | |                                                                 |
| #      | Спортсмен (-и) | вид спорту (дисципліна)                                         |
| 1.     | Тамілла Абасова | Велосипедний спорт (трек, спринт)                               |
| 2.     | Хаджімурат Акка | Важка атлетика (категорія до 94 кг)                             |
| 3.     | Олександр Блінов | Кульова стрільба (малокаліберна гвинтівка, рухома мішень, 10 м) |
| 4.     | Любов Галкіна | Кульова стрільба (пневматична гвинтівка, 10 м)                  |
| 5.     | Наталія Заболотна | Важка атлетика (категорія до 75 кг)                             |
| 6.     | Олімпіада Іванова | Легка атлетика (спортивна ходьба, 20 км)                        |
| 7.     | Станіслава Комарова | Плавання (на спині, 200 м)                                      |
| 8.     | Віталій Макаров | Дзюдо (категорія до 73 кг)                                      |
| 9.     | Гейдар Мамедалієв | Греко-римська боротьба (категорія до 55 кг)                     |
| 10.    | Гузель Манюрова | Вільна боротьба (категорія до 72 кг)                            |
| 11.    | Олександр Москаленко | Стрибки на батуті                                               |
| 12.    | Михайло Неструєв | Кульова стрільба (пневматичний пістолет, 10 м)                  |
| 13.    | Денис Нижегородов | Легка атлетика (спортивна ходьба, 50 км)                        |
| 14.    | Сергій Поляков | Кульова стрільба (швидкісний пістолет, 25 м)                    |
| 15.    | Ірина Симагіна | Легка атлетика (стрибки в довжину)                              |
| 16.    | Тамерлан Тменов | Дзюдо (категорія понад 100 кг)                                  |
| 17.    | Тетяна Томашова | Легка атлетика (біг на 1500 м)                                  |
| 18.    | Світлана Феофанова | Легка атлетика (стрибки з жердиною)                             |
| 19.    | Світлана Хоркіна | Спортивна гімнастика (абсолютна першість)                       |
| 20.    | Ірина Чащина | Художня гімнастика (індивідуальне багатоборство)                |
| 21.    | Євгенія Артамонова, Катерина Гамова, Олександра Коруковець, Ольга Ніколаєва, Олена Плотникова, Наталія Сафронова, Любов Соколова, Ірина Тебеніхіна, Єлизавета Тищенко, Олена Тюріна, Ольга Чаканова, Марина Шешенин | Волейбол                                                        |
| 22.    | Олександр Ковальов, Олександр Костоглод | Веслування на байдарках і каное (каное-двійки, 1000 м)          |
| 23.    | Лариса Круглова, Юлія Табакова, Ольга Федорова, Ірина Хабарова | Легка атлетика (естафета 4 × 100 м)                             |
| 24.    | Наталія Антюх, Олеся Зикіна, Олеся Красномовець, Наталія Назарова | Легка атлетика (естафета 4 × 400 м)                             |
| 25.    | Віра Ільїна, Юлія Пахаліна | Синхронні стрибки (трамплін, 3 м)                               |
| 26.    | Наталя Гончарова, Юлія Колтунова | Синхронні стрибки (вишка, 10 м)                                 |

## Бронза
Всього російськими спортсменами було виграно38 бронзових медалей (перше місцев загальному заліку) в 14 видах спорту (баскетбол, бокс, боротьба, велоспорт, водні види (водне поло, стрибки у воду), волейбол, гандбол, гімнастика (спортивна, художня), веслування, дзюдо, легка атлетика, стрільба, важка атлетика, фехтування). Спортсмени в нижченаведеної таблиці розташовані в алфавітному порядку.
| Бронза | |                                                         |
| #      | Спортсмен (-и) | Вид спорту (дисципліна)                                 |
| 1.     | Сергій Аліфіренко | Стрільба (скорострільний пістолет, 25 м)                |
| 2.     | Наталія Антюх | Легка атлетика (біг на 400 м)                           |
| 3.     | Данило Буркеня | Легка атлетика (потрійний стрибок)                      |
| 4.     | Олексій Воєводін | Легка атлетика (спортивна ходьба, 50 км)                |
| 5.     | Теа Донгузашвілі | Дзюдо (категорія понад 78 кг)                           |
| 6.     | Володимир Ісаков | Стрільба (пневматичний пістолет, 10 м)                  |
| 7.     | Сергій Казаков | Бокс (категорія до 48 кг)                               |
| 8.     | Зарема Касаєва | Важка атлетика (категорія до 69 кг)                     |
| 9.     | Павло Колобков | Фехтування (шпага)                                      |
| 10.    | Тетяна Котова | Легка атлетика (стрибки в довжину)                      |
| 11.    | Світлана Крівелева | Легка атлетика (штовхання ядра)                         |
| 12.    | Тетяна Лебедєва | Легка атлетика (потрійний стрибок)                      |
| 13.    | Дмитро Ликіна | Стрільба (малокаліберна гвинтівка, рухома мішень, 10 м) |
| 14.    | Сергій Макаров | Легка атлетика (метання списа)                          |
| 15.    | Махач Муртазалієв | Вільна боротьба (категорія до 66 кг)                    |
| 16.    | Дмитро Носов | Дзюдо (категорія до 81 кг)                              |
| 17.    | Максим Опалєв | Веслування на байдарках і каное (каное-одиночка, 500 м) |
| 18.    | Ганна Павлова | Спортивна гімнастика (опорний стрибок)                  |
| 19.    | Юлія Пахаліна | Стрибки у воду (трамлін, 3 м)                           |
| 20.    | Олег Перепеченов | Важка атлетика (категорія до 77 кг)                     |
| 21.    | Гліб Писаревський | Важка атлетика (категорія до 105 кг)                    |
| 22.    | Валентина Попова | Важка атлетика (категорія до 75 кг)                     |
| 23.    | Сажід Сажідов | Вільна боротьба (категорія до 84 кг)                    |
| 24.    | Олег Саїтов | Бокс (категорія до 69 кг)                               |
| 25.    | Вартерес Самургашев | Греко-римська боротьба (категорія до 74 кг)             |
| 26.    | Дмитро Саутін | Стрибки у воду (трамлін, 3 м)                           |
| 27.    | Ольга Слюсарева | Велосипедний спорт (шосе, індивідуальна групова гонка)  |
| 28.    | Хасанбі Таов | Дзюдо (категорія до 90 кг)                              |
| 29.    | Едуард Тюкін | Важка атлетика (категорія до 94 кг)                     |
| 30.    | Мурат Храчов | Бокс (категорія до 60 кг)                               |
| 31.    | Ольга Артешіна, Ганна Архипова, Олена Баранова, Наталія Водоп'янова, Діана Густіліна, Марія Калмикова, Олена Карпова, Ілона Корстін, Ірина Осипова, Оксана Рахматуліна, Марія Степанова, Тетяна Щеголева                                                            | Баскетбол                                               |
| 32.    | Роман Балашов, Сергій Гарбузов, Дмитро Горшков, Олександр Еришов, Марат Закіров, Ірек Зіннуров, Микола Козлов, Микола Максимов, Андрій Рекечінскій, Дмитро Стратан, Олександр Федоров, Реваз Чомахідзе, Віталій Юрчик                                               | Водне поло                                              |
| 33.    | Павло Абрамов, Сергій Баранов, Олексій Вербов, Станіслав Дінейкін, Андрій Егорчев, Олексій Казаков, Олександр Косарєв, Олексій Кулешов, Сергій Тетюхін, Костянтин Ушаков, Вадим Хамутцьких, Тарас Хтей                                                              | Волейбол                                                |
| 34.    | Павло Башкін, Олександр Горбатіков, В'ячеслав Горпішін, Віталій Іванов, Едуард Кокшаров, Олексій Костигов, Денис Крівошликов, Василь Кудінов, Олег Кулешов, Андрій Лавров, Сергій Погорєлов, Олексій Растворцев, Дмитро торгівлі, Олександр Тучкін, Михайло Чіпурін | Гандбол                                                 |
| 35.    | Олександр Ковальов, Олександр Костоглод | Веслування на байдарках і каное (каное-двійки, 500 м)   |
| 36.    | Людмила Єжова, Олена Замолодчикова, Наталія Зіганшина, Марія Крючкова, Ганна Павлова, Світлана Хоркіна | Спортивна гімнастика (командну першість)                |
| 37.    | Реналь Ганєєв, Юрій Молчан, Руслан Насібуллін, В'ячеслав Поздняков | Фехтування (рапіра)                                     |
| 38.    | Олексій Дяченко, Станіслав Поздняков, Сергій Шариков, Олексій Якименко | Фехтування (шабля)                                      |

## Медалі з видів спорту
| Спорт                            | Золото | Срібло | Бронза | Загалом |
| Легка атлетика                   | 6      | 7      | 7      | 20      |
| Боротьба                         | 5      | 2      | 3      | 10      |
| Стрільба                         | 3      | 4      | 3      | 10      |
| Бокс                             | 3      | 0      | 3      | 6       |
| Велоспорт                        | 3      | 1      | 1      | 5       |
| Художня гімнастика               | 2      | 1      | 0      | 3       |
| Синхронне плавання               | 2      | 0      | 0      | 2       |
| Важка атлетика                   | 1      | 2      | 5      | 8       |
| Фехтування                       | 1      | 0      | 3      | 4       |
| Академічне веслування            | 1      | 0      | 0      | 1       |
| Сучасне п'ятиборство             | 1      | 0      | 0      | 1       |
| Дзюдо                            | 0      | 2      | 3      | 5       |
| Стрибки в воду                   | 0      | 2      | 2      | 4       |
| Веслування на байдарках та каное | 0      | 1      | 2      | 3       |
| Спортивна гімнастика             | 0      | 1      | 2      | 3       |
| Волейбол                         | 0      | 1      | 1      | 2       |
| Плавання                         | 0      | 1      | 0      | 1       |
| Стрибки на батуті                | 0      | 1      | 0      | 1       |
| Баскетбол                        | 0      | 0      | 1      | 1       |
| Водне поло                       | 0      | 0      | 1      | 1       |
| Гандбол                          | 0      | 0      | 1      | 1       |

## Склад олімпійської збірної Росії

### Плавання
Спортсменів — 4
у такий раунд на кожній дистанції проходили найкращі спортсмени за часом, незалежно від місця зайнятого в своєму запливі.
Чоловіки
| Спортсмен        | Змагання            | Попередні запливи | Попередні запливи | Півфінали | Півфінали | Фінал      | Фінал      |
| Спортсмен        | Змагання            | Результат         | Місце             | Результат | Місце     | Результат  | Місце      |
| ---------------- | ------------------- | ----------------- | ----------------- | --------- | --------- | ---------- | ---------- |
| Юрій Переліків   | 400 м вільний стиль | 3:48,71           | 6                 |           |           | 3:46,69    | 6          |
| Ігор Березуцький | 400 м комплекс      | 4:23,20           | 21                |           |           | Не пройшов | Не пройшов |
| Олексій Ковригін | 400 м комплекс      | 4:23,77           | 24                |           |           | Не пройшов | Не пройшов |

Жінки
| Спортсменка   | Змагання       | Попередні запливи | Попередні запливи | Півфінали | Півфінали | Фінал      | Фінал      |
| Спортсменка   | Змагання       | Результат         | Місце             | Результат | Місце     | Результат  | Місце      |
| ------------- | -------------- | ----------------- | ----------------- | --------- | --------- | ---------- | ---------- |
| Яна Мартинова | 400 м комплекс | 4:52,96           | 21                |           |           | Не пройшла | Не пройшла |